# Lijst van families van kikkers
Onderstaand een lijst van families van kikkers met in de eerste kolom een eventuele afbeelding, in de tweede kolom de wetenschappelijke naam en auteur en het aantal soorten dat tot de familie behoort. In de derde kolom wordt een korte beschrijving gegeven van het verspreidingsgebied, de habitat en specifieke kenmerken.
| Afbeelding | Naam                                                           | Kenmerken |
| ---------- | -------------------------------------------------------------- | --- |
|            | Allophrynidae Savage, 1973 3 soorten                           | |
|            | Alsodidae Mivart, 1869 30 soorten                              | |
|            | Alytidae Fitzinger, (1843) 11 soorten                          | Een kleine familie die voorkomt in noordelijk Afrika tot in Israël en mogelijk in Syrië en in westelijk Europa. Ook in Nederland en België komt een soort voor; de vroedmeesterpad (Alytes obstetricans). Over de taxonomische verwantschappen met andere groepen bestaat veel onduidelijkheid. De schijftongkikkers uit het geslacht Discoglossus bijvoorbeeld werden lange tijd tot een aparte familie gerekend, de Discoglossidae. |
|            | Arthroleptidae Mivart, (1869) 133 soorten                      | Een middelgrote familie die voorkomt in Afrika, ten zuiden van de Sahara. Alle soorten blijven klein en leven in vochtige bossen of bergwouden in zuidelijk Afrika. |
|            | Ascaphidae Fejérváry, 1923 2 soorten                           | |
|            | Bombinatoridae Gray, (1825) 8 soorten                          | Vuurbuikpadden komen voor in grotere delen van Europa en via Rusland tot in Azië. Allemaal hebben ze een afgeplat lichaam en een pad-achtig gedrongen uiterlijk. De soorten uit deze familie zijn aanzienlijk giftiger dan veel andere kikkers en padden. Soorten uit geslacht Bombina hebben felle buikkleuren. |
|            | Brachycephalidae Günther, (1858) 41 soorten                    | De Brachycephalidae leven in zuidelijk Noord-Amerika en in grote delen van Midden- en Zuid-Amerika, en zijn te vinden in de tropische regenwouden. Enkele soorten uit het geslacht Brachycephalus zijn zeer giftig, omdat ze tetrodotoxine afscheiden, hetzelfde dodelijk verlammende gif dat de kogelvis zo gevaarlijk maakt. Sommige soorten worden nog geen centimeter lang en behoren tot de kleinste kikkers. |
|            | Brevicipitidae Bonaparte, (1850) 26 soorten                    | De familie is recentelijk afgesplitst van een andere familie; de Microhylidae. Er zijn 5 geslachten, die leven in het zuiden en oosten van het zuidelijke deel van Afrika. |
|            | Bufonidae Gray, (1825) 514 soorten                             | Strikt genomen zijn alleen soorten uit de familie Bufonidae padden, omdat ze een ontwikkeld orgaan van Bidder hebben. Omdat vele vroegere onderfamilies van de familie Bufonidae tegenwoordig als aparte families worden beschouwd, worden ook veel soorten uit andere families pad genoemd, terwijl deze niet meer tot de Bufonidae behoren en als kikker worden aangeduid. |
|            | Calyptocephalellidae Reig, (1960) 4 soorten                    | De soorten zijn in twee geslachten verdeeld, alle soorten leven uitsluitend in Chili, mogelijk komen enkele voor in Argentinië. Er is verder weinig bekend over deze kikkers. |
|            | Centrolenidae Taylor, (1951) 147 soorten                       | Glaskikkers danken de naam aan de enigszins doorzichtige huid, vooral op de buik, waardoor bij veel soorten de inwendige organen te zien zijn. Bij sommige soorten zelfs het hart, dat echter vaak aan het oog onttrokken wordt door een wit vlies eromheen dat dient ter bescherming. |
|            | Ceratobatrachidae Boulenger, (1884) 80 soorten                 | De familie is recentelijk afgesplitst van een andere familie; de echte kikkers (Ranidae). Er zijn 5 geslachten. |
|            | Ceratophryidae Tschudi, (1838) 85 soorten                      | De familie is recentelijk afgesplitst van een andere familie; de Leptodactylidae. De soorten zijn verdeeld in 3 onderfamilies en 8 geslachten. |
|            | Craugastoridae Hedges, Duellman & Heinicke, (2008) 114 soorten | De familie is recentelijk afgesplitst van een andere familie; de Leptodactylidae. De kikkers leven in warme streken in Noord- en Zuid-Amerika. |
|            | Cycloramphidae Bonaparte (1850) 101 soorten                    | Onder andere de bekbroeders (geslacht Rhinoderma) die vroeger als een aparte familie werden beschouwd, behoren tegenwoordig tot de Cycloramphidae op grond van nieuwe inzichten. Er zijn momenteel twee onderfamilies en 12 geslachten. |
|            | Dendrobatidae Cope (1865) 167 soorten                          | Pijlgifkikkers worden niet erg groot, de kleinste soorten blijven onder de centimeter, grotere soorten kunnen tot 4 tot 6 cm worden. De kleurenpracht bij pijlgifkikkers is alom bekend; ze hebben felle kleuren zoals geel, oranje, groen, rood en blauw |
|            | Dicroglossidae Anderson (1871) 167 soorten                     | Er is nog geen Nederlandse naam voor de familie, die beschouwd kan worden als een recente afsplitsing van de familie echte kikkers (Ranidae). Alle soorten leven in grote delen van Afrika, en grote delen van Azië van Afghanistan en Pakistan tot Indochina, Japan en de Filipijnen. |
|            | Eleutherodactylidae Lutz, (1954) 199 soorten                   | Deze familie is pas recentelijk erkend, en bestaat uit vele soorten die vroeger tot de Leptodactylidae en de Brachycephalidae werden gerekend. |
|            | Heleophrynidae Noble, (1931) 6 soorten                         | Spookkikkers danken de naam aan de opmerkelijke kleuren, ze komen uitsluitend voor in uiterst zuidelijk Afrika, waar ze in wat koelere omstandigheden leven. Hierdoor ontwikkelen ze zich ook wat langzamer en de larven leven twee jaar in het water voor de metamorfose plaatsvindt. De naam spookkikkers is waarschijnlijk afgeleid van de wat doorzichtige huid, vooral op de buik. |
|            | Hemiphractidae Peters (1862) 6 soorten                         | Alle soorten leven in Zuid-Amerika, en werden lange tijd beschouwd als boomkikkers (Hylidae), daarna behoorden de soorten tot de Leptodactylidae. Alle soorten hebben hoorn-achtige uitsteeksels boven de ogen, en grote, driehoekige huidvergroeiingen aan de kop. |
|            | Hemisotidae Cope (1867) 9 soorten                              | Deze kikkers leven alleen in zuidelijk Afrika en vanwege de gravende levenswijze zijn ze in staat in drogere gebieden te overleven dan veel andere amfibieën. Ook hebben alle soorten een gedrongen uiterlijk, korte poten en een stompe kop waardoor ze een pad-achtig uiterlijk hebben. |
|            | Hylidae Rafinesque (1815) 856 soorten                          | Boomkikkers hebben vaak hechtschijfjes onder de tenen waardoor ze over bijna alle oppervlakken kunnen lopen. De meeste soorten hebben ook grote, ontwikkelde achterpoten en kunnen goed springen. Boomkikkers komen wereldwijd voor, maar de meeste soorten leven in Amerika. Het is een wat bekendere kikkerfamilie, in Nederland en België komt ook een soort voor; de Europese boomkikker (Hyla arborea). |
|            | Hylodidae Laurent, (1943) 40 soorten                           | Alle soorten behoorden vroeger tot de Leptodactylidae en leven in Zuid-Amerika, in Brazilië en Argentinië, ze zijn bodembewonend. |
|            | Hyperoliidae Laurent, (1943) 207 soorten                       | Rietkikkers komen uitsluitend voor in Afrika en Madagaskar. Veel soorten worden slechts enkele centimeters lang en sommige hebben prachtige kleuren en tekeningen. Ondanks de geringe lengte kan een groot aantal soorten een enorm kabaal maken, met name in de paartijd zijn de mannetjes zeer luidruchtig. |
|            | Leiopelmatidae Mivart, (1869) 6 soorten                        | Nieuw-Zeelandse oerkikkers worden verdeel in twee geslachten: Ascaphus en Leiopelma, soorten uit het eerste geslacht komen voor in Noord-Amerika, Canada en de Verenigde Staten. Soorten uit het geslacht Leiopelma zijn endemisch op Nieuw-Zeeland, sommige worden beschouwd als levend fossiel. |
|            | Leiuperidae Bonaparte, (1850) 78 soorten                       | Er zijn bijna 80 verschillende soorten in 7 geslachten, die leven in Midden- en Zuid-Amerika. |
|            | Leptodactylidae Werner, (1896) 95 soorten                      | Leptodactylidae worden vaak Zuid-Amerikaanse kikkers genoemd, tegenwoordig heeft de familie 4 geslachten. |
|            | Limnodynastidae Lynch, (1969) 44 soorten                       | De soorten vroeger behoorden tot de familie Myobatrachidae en leven in Australië en Nieuw-Guinea. Alle soorten zijn bodembewonend, een aantal soorten graaft holletjes. |
|            | Mantellidae Laurent, (1946) 174 soorten                        | Alle soorten zijn endemisch op het Afrikaanse eiland Madagaskar. |
|            | Megophryidae Bonaparte, (1850) 138 soorten                     | Er zijn elf geslachten, alle soorten uit deze familie kennen een goede camouflage; vaak lijkt het lichaam op een dood blad, en heeft uitsteeksels boven de ogen om maar zo blad-achtig mogelijk te lijken. |
|            | Micrixalidae Dubois, Ohler & Biju, (2001) 11 soorten           | Alle soorten behoren tot het geslacht Micrixalus, dat lange tijd tot de echte kikkers (Ranidae) werd gerekend. Volgens andere indelingen behoorde de groep tot de schuimnestboomkikkers (Rhacophoridae). Tegenwoordig worden de Micrixalus- soorten tot een aparte familie gerekend. |
|            | Microhylidae Günther, (1858) 431 soorten                       | Alle soorten blijven klein en zijn bodembewonend of blijven bij het water. Een van de grootste kikker-families, met 10 onderfamilies, bijna 70 geslachten en meer dan 400 soorten. Het verspreidingsgebied is zeer groot; Noord- en Zuid-Amerika, Azië, Australië en Afrika inclusief het eiland Madagaskar. |
|            | Myobatrachidae Schlegel, (1850) 83 soorten                     | De soorten komen voor in Australië, Tasmanië en Nieuw-Guinea, en zijn allemaal bodembewoners, sommige graven holletjes. Een aantal soorten kent geen zichtbaar larve-stadium, soorten uit het uitgestorven geslacht Rheobatrachus slikten de eitjes zelfs door, waarna deze zich in de maag ontwikkelden. Vrijwel alle kikkers uit deze familie zijn zeer sterk bedreigd. |
|            | Nyctibatrachidae Blommers-Schlösser, (1993) 15 soorten         | Alle soorten, die vroeger behoorden tot de echte kikkers (Ranidae), komen voor in India en Sri Lanka. |
|            | Pelobatidae Bonaparte, (1850) 4 soorten                        | Knoflookpadden zijn een familie van 4 soorten pad-achtige kikkers die en naar knoflook ruikend secreet uitscheiden bij gevaar. |
|            | Pelodytidae Bonaparte, (1850) 3 soorten                        | Alle soorten leven in Europa, vooral rond het Middellandse Zeegebied. Alleen P. caucasicus komt noordelijker voor tot in Rusland en Turkije. Het zijn gedrongen, pad-achtige kikkers die 's nachts actief zijn, maar in de paartijd ook wel overdag worden gezien. |
|            | Petropedetidae Noble, (1931) 16 soorten                        | Alle soorten behoorden tot de echte kikkers (Ranidae), en komen voor in Afrika. Vroeger behoorde de meer dan 70 soorten uit het geslacht Phrynobatrachus ook tot deze familie maar deze groep wordt tegenwoordig beschouwd als een aparte groep: Phrynobatrachidae. |
|            | Phrynobatrachidae Laurent, (1941) 77 soorten                   | De soorten behoren tot één enkel geslacht en werden vroeger tot de echte kikkers (Ranidae) gerekend. Ze komen voor in Afrika, ten zuiden van de Sahara. |
|            | Pipidae Gray, (1825) 32 soorten                                | De soorten komen zowel voor in Afrika als Zuid-Amerika. Vanwege het gescheiden verspreidingsgebied en verschillen in bouw en levenswijze wordt deze familie verdeeld in twee onderfamilies: de klauwkikkers (Dactylethrinae) en de Surinaamse padden (Pipinae). Alle soorten zijn zeer sterk aan het water gebonden en komen er nooit uit. De bouw is hierop aangepast: de tenen hebben zwemvliezen en het lichaam is vaak plat. |
|            | Ptychadenidae Dubois, (1987) 53 soorten                        | De meer dan 50 soorten tellende familie behoorde vroeger tot de echte kikkers (Ranidae). Er zijn drie geslachten waarvan alle soorten komen voor in Afrika, ten zuiden van de Sahara. |
|            | Pyxicephalidae Bonaparte, (1850) 64 soorten                    | De Pyxicephalidae behoorden vroeger behoorden tot de echte kikkers (Ranidae). Tegenwoordig zijn er meer dan 60 soorten in twee geslachten die voorkomen in Afrika, ten zuiden van de Sahara. |
|            | Ranidae Rafinesque, (1814) 329 soorten                         | Echte kikkers zijn een meer dan 300 soorten tellende kosmopolitische verspreiding hebben. In Europa is de familie ruim vertegenwoordigd, vrijwel alle soorten die in Nederland en België voorkomen behoren tot de echte kikkers. De groene kikkers zijn meestal in het water te vinden, de bruine kikkers leven meer aan de kant van de sloot. |
|            | Ranixalidae Dubois, (1987) 10 soorten                          | De familie is recentelijk afgesplitst van de familie echte kikkers (Ranidae). Er is één geslacht en tien soorten, die allemaal endemisch zijn in India. |
|            | Rhacophoridae Hoffman, (1932) 290 soorten                      | Schuimnestboomkikkers komen voor in Azië, één genus komt ook voor in tropisch Afrika (Chiromantis). Van sommige soorten, zoals die uit het geslacht Philautus, is bekend dat de larven geen oppervlaktewater nodig hebben; ze ontwikkelen zich volledig tot kleine kikkertjes in het schuimnest. Bij andere soorten leggen de vrouwtjes de eitjes langs de waterlijn of in een schuimnest boven het water, waarna de kikkervisjes zich laten vallen en zich verder in het water ontwikkelen.                                                         |
|            | Rhinophrynidae Günther, (1859) 1 soort                         | Er is maar één soort; de Mexicaanse gravende kikker (Rhinophrynus dorsalis). De kikker vertoont enkele zeer primitieve kenmerken en is een goede graver. Het lichaam is zeer plomp en de huid lijkt op een rubberen zak. De poten zijn kort en aan de achterpoten zitten verharde delen die dienen als 'spade' bij het graven. De kop is stomp en de ogen zijn relatief klein, kenmerkend is een lichtere rugstreep. Bij gevaar blaast de kikker zich zo sterk op dat het lichaam op een bal lijkt. De kikker komt voor in Noord- en Midden-Amerika. |
|            | Scaphiopodidae Cope, (1865) 7 soorten                          | De soorten uit deze familie behoorden lange tijd tot de familie knoflookpadden (Pelobatidae), en de nieuwe indeling is nog niet overal overgenomen. De Scaphiopodidae hebben een gedrongen lichaam, korte pootjes en extreem uitpuilende ogen. De naam is te danken aan een verhard deel aan de achterpoten dat wordt gebruikt om zich achterwaarts in te graven. De soorten komen voor in Noord-Amerika. |
|            | Sooglossidae Noble, (1931) 5 soorten                           | Seychellenkikkers zijn een familie van twee geslachten, alle soorten zijn endemisch op de Seychellen, echter alleen op het hoofdeiland Mahé en het noordwestelijk gelegen Silhouette. Alle soorten blijven klein en leven in vochtige biotopen zoals in de strooisellaag en onder stenen, ze zijn alleen actief bij regenachtig weer. Van enkele soorten is een vorm van broedzorg bekend. |
|            | Strabomantidae Hedges, Duellman & Heinicke, (2008) 539 soorten | De Strabomantidae is een pas in 2008 erkende familie van kikkers die leven in Midden- en Zuid-Amerika. |